# Sex/Life
Sex/Life é uma série de televisão americana de drama criada por Stacy Rukeyser para a Netflix. É baseada no livro 44 Chapters About 4 Men de B.B. Easton, e estreou no dia 25 de junho de 2021 na Netflix. Em 27 de setembro de 2021, a série foi renovada para uma segunda temporada, sendo lançada em 2 de março de 2023. Em abril de 2023, a série foi cancelada após duas temporadas.

## Premissa
A série é descrita como o que acontece quando "uma mãe suburbana com dois filhos faz uma viagem carregada de fantasia pela sua memória erótica que coloca seu atual casamento em uma rota de colisão com seu passado de luxúria selvagem".

## Elenco e personagens

### Principal
- Sarah Shahi como Billie Connelly, uma ex-candidata ao doutorado em psicologia da Universidade Columbia, mãe de dois filhos e dona de casa em uma comunidade suburbana rica de Connecticut que está sofrendo de uma grave crise de meia-idade, ansiando pela emocionante vida que teve com seu ex-namorado Brad. Mais tarde, é revelado que seu nome de solteira é Mann. Ela acaba tendo a vida que toda mulher sonha, mas questiona se isso é realmente o que a felicidade significa.
- Mike Vogel como Cooper Connelly, o marido certinho de Billie que é banqueiro de investimentos. Ele é do tipo mocinho, legal e solidário a qualquer custo.
- Adam Demos como Brad Simon, o bem-dotado ex-namorado de Billie que está em sua vida novamente e tentando reconquistá-la, apesar do fato de Billie ser casada e ter filhos. Ele é um famoso produtor musical e CEO de uma gravadora que fundou.
- Margaret Odette como Sasha Snow, a melhor amiga de Billie que é professora de psicologia e vive a vida de solteira. Ela tenta convencer Billie de que uma boa vida de esposa é tudo o que ela precisa para ser feliz.
- Cleo Anthony como Kam (2ª temporada),[8] ex-noivo de Sasha de 17 anos atrás, que agora é um médico que dirige uma organização médica internacional sem fins lucrativos conhecida como First Do No Harm
- Darius Homayoun como Majid (2ª temporada),[8] o novo interesse amoroso de Billie, dono de um restaurante

### Recorrente
- Jonathan Sadowski como Devon, colega e amigo de Cooper. Ele é um swinger
- Meghan Heffern como Caroline, outra mãe com a vida falsamente feliz nos subúrbios
- Amber Goldfarb como Trina, esposa de Devon, ela também é uma swinger e não está feliz com sua vida conjugal
- Hannah Galway como Emily, ex-namorada de Cooper antes de seu casamento com Billie
- Li Jun Li como Francesca, chefe de Cooper que tem sentimentos por ele. Ela é considerada uma empresária de sucesso que sabe o que quer.
- Wallis Day como Gigi (2ª temporada),[8] a nova namorada de Brad que está grávida de seu bebê
- Dylan Bruce como Spencer (2ª temporada),[8] o irmão mais velho abertamente gay de Cooper. Ele é um advogado de divórcio
- Craig Bierko como Mick (2ª temporada),[8] o agente de Sasha que está ajudando Sasha a levar sua carreira para o próximo nível

## Episódios

### Resumo
| Temporada | Temporada | Episódios | Episódios | Originalmente lançado |
| --------- | --------- | --------- | --------- | --------------------- |
|           | 1         | 8         | 8         | 25 de junho de 2021   |
|           | 2         | 6         | 6         | 2 de março de 2023    |

### 1.ª Temporada (2021)
| N.º na série | N.º na temp. | Título (no Brasil)                                                        | Dirigido por      | Escrito por       | Lançamento          |
| --- | ------------ | ------------------------------------------------------------------------- | ----------------- | ----------------- | ------------------- |
| 1 | 1            | "The Wives Are in Connecticut" "As esposas estão em Connecticut"          | Patricia Rozema   | Stacy Rukeyser    | 25 de junho de 2021 |
| Billie Connelly é uma dona de casa que mora em Connecticut, casada com o marido Cooper e com dois filhos pequenos. Embora ame seu marido e sua família, Billie não consegue parar de relembrar constantemente seu passado como uma festeira selvagem. A saudade de sua vida anterior fica cada vez mais forte à medida que seu relacionamento com Cooper continua a decepcioná-la sexualmente. Apesar do conselho de sua melhor amiga Sasha, Billie também continua pensando em seu antigo relacionamento com Brad, um produtor musical. Billie documenta seus desejos em seu laptop, e isso é descoberto em uma manhã por Cooper, levando os dois a fazer sexo apaixonado pela primeira vez em anos. No entanto, depois que Cooper sai para o trabalho, Billie impulsivamente vai para Nova York para confidenciar seus sentimentos a Sasha. Ao chegar, Billie fica arrasada ao ver que Sasha dormiu com Brad na noite anterior. |              |                                                                           |                   |                   |                     |
| 2 | 2            | "Down in the Tube Station at Midnight" "Na estação de metrô à meia-noite" | Patricia Rozema   | Stacy Rukeyser    | 25 de junho de 2021 |
| Billie e Sasha se reconciliam após a revelação dos encontros casuais de Sasha com Brad. No caminho de volta para Connecticut, Billie reflete sobre como ela conheceu Cooper e seu motivo para se estabelecer com ele, ou seja, a estabilidade que ele oferecia. Billie também reflete sobre as origens de seu relacionamento com Brad e como ela não resistiu a ele. No presente, Cooper leva Billie ao Brooklyn para um encontro noturno, onde ela novamente relembra como sente falta de Brad, mas também se lembra de como ama Cooper. No caminho para casa, Cooper leva os dois para uma piscina isolada no quintal, onde eles fazem sexo, tentando dar a Billie o tipo de emoção que ela escreveu em seu diário. No entanto, eles são pegos pelo proprietário e escapam por pouco da polícia, aumentando ainda mais a emoção de ambos. Ao voltar para casa, Billie está excitada, mas Cooper está particularmente enojado consigo mesmo. Brad também liga para Billie, admitindo que ainda a ama. Ela nega também desejá-lo e encerra a ligação, embora fique angustiada por isso, e Brad a questiona por mensagem de texto sobre seus sentimentos. |              |                                                                           |                   |                   |                     |
| 3 | 3            | "Empire State of Mind" "Império de memórias"                              | Jessika Borsiczky | Jordan Hawley     | 25 de junho de 2021 |
| Na manhã seguinte à noite juntos, Cooper se masturba secretamente lendo trechos do diário de Billie sobre fazer sexo com Brad, embora mais tarde se sinta envergonhado e acabe ficando frio com Billie antes de sair para o trabalho. Depois de deixar Hudson na creche, Billie é convidada a ficar e ajudar a classe o dia todo pela professora de Hudson, já que Hudson ainda não está se acostumando a ficar longe de Billie. Ela continua pensando em Brad e, angustiada, liga para Sasha pedindo conselhos. Sasha aconselha Billie a abandonar Brad, afirmando que ele é ótimo para sexo, mas tóxico para relacionamentos. Billie se lembra de seu primeiro encontro com a mãe e o padrasto de Brad, que terminou acrimoniosamente em uma discussão entre Brad e Billie, provocada pela animosidade de Brad em relação ao padrasto. Isso levou a um breve rompimento, mas Billie logo aceitou Brad de volta após um pedido de desculpas carinhoso. Enquanto ele deveria estar trabalhando, Cooper segue Brad secretamente até a academia. Isso aumenta ainda mais a frustração de Cooper quando ele vê como Brad é dotado. Billie e Cooper fazem sexo mais tarde naquela noite, mas Cooper sofre de disfunção erétil e ejaculação precoce, deixando Billie insatisfeita. Brad visita Sasha para iniciar um encontro sexual, mas secretamente também usa seu telefone para fazer um FaceTime com Billie e faz com que ela assista a ligação deles, o que a excita. |              |                                                                           |                   |                   |                     |
| 4 | 4            | "New New York" "A nova Nova York"                                         | Jessika Borsiczky | Jessika Borsiczky | 25 de junho de 2021 |
| Billie sente angústia em relação a Sasha, pois elas nunca esconderam segredos uma da outra antes de Brad. Cooper confronta Brad sobre Billie, mas Brad não se arrepende de entrar em contato com Billie. Durante uma visita à cidade com algumas das mães da escola de Hudson, Billie reflete sobre sua vida no passado e confessa seus problemas às outras mães, que se solidarizam e confessam experiências semelhantes. Billie confessa a Sasha que a viu fazer sexo com Brad, embora Sasha não esteja chateada e, em vez disso, aconselha Billie a interromper o contato com Brad devido ao efeito dele sobre ela. O amigo e colega de trabalho de Cooper, Devon, leva Cooper para sair à noite para aliviar seu estresse. Ele tenta armar para Cooper ficar com Emily, uma ex, mas Cooper não consegue se comprometer. No entanto, ele flerta com sua chefe, Francesca, e pensa em dormir com ela. Brad liga para Billie novamente e conta a ela sobre seu confronto com Cooper, levando Billie a perceber que ainda não pode desistir dele. |              |                                                                           |                   |                   |                     |
| 5 | 5            | "The Sound of the Suburbs" "O som do subúrbio"                            | Samira Radsi      | Jamie Dennig      | 25 de junho de 2021 |
| Depois de uma tentativa fracassada de Cooper de replicar um movimento sexual que ele aprendeu nos diários de Billie, o casal discute. Billie mente e afirma que Brad está namorando Sasha para aliviar as suspeitas de Cooper, levando à sugestão de que os quatro jantem juntos. O jantar é tenso, pois Brad desafia Billie sobre seu estilo de vida domesticado e faz referências astutas ao passado emocionante deles. Isso resulta em uma discussão entre os quatro, com Cooper e Sasha saindo furiosos com a atitude contínua de Billie em relação a Brad. Depois que Brad leva Billie para casa, ele pede para ver os filhos dela, fazendo Billie se lembrar da época em que engravidou de Brad. Cooper chega à cidade para conquistar os investidores a pedido de Francesca e, após uma apresentação bem-sucedida, os dois quase se beijam antes de Cooper decidir passar a noite na companhia de Francesca. |              |                                                                           |                   |                   |                     |
| 6 | 6            | "Somewhere Only We Know" "Nosso lugar favorito"                           | Samira Radsi      | Resheida Brady    | 25 de junho de 2021 |
| Billie busca ajuda para tentar entender o que sente pelo marido e por Brad. Cooper recebe uma proposta tentadora no trabalho. |              |                                                                           |                   |                   |                     |
| 7 | 7            | "Small Town Saturday Night" "Sábado à noite numa cidade pequena"          | Sheree Folkson    | Kimberly Karp     | 25 de junho de 2021 |
| Brad remói os erros que cometeu com Billie. Para apimentar seu casamento, Billie e Cooper decidem se aventurar – será que deram um passo maior que a perna? |              |                                                                           |                   |                   |                     |
| 8 | 8            | "This Must Be the Place" "A escolha certa"                                | Sheree Folkson    | Stacy Rukeyser    | 25 de junho de 2021 |
| Billie e Cooper encaram as consequências do encontro duplo com Devon e Trina e precisam tomar uma decisão crucial no casamento. |              |                                                                           |                   |                   |                     |

### 2.ª Temporada (2023)
| N.º na série | N.º na temp. | Título (no Brasil)                            | Dirigido por      | Escrito por                    | Lançamento         |
| --- | ------------ | --------------------------------------------- | ----------------- | ------------------------------ | ------------------ |
| 9 | 1            | "Welcome to New York" "Bem-vinda a Nova York" | Jessika Borsiczky | Stacy Rukeyser                 | 2 de março de 2023 |
| Tentando recomeçar, Billie sai de sua zona de conforto para se divertir. Sasha vê renascer uma antiga paixão, enquanto Cooper inicia uma nova.                             |              |                                               |                   |                                |                    |
| 10 | 2            | "Georgia on My Mind" "Traumas do passado"     | Jessika Borsiczky | Jai Tiggett                    | 2 de março de 2023 |
| Sobrecarregado com as mudanças em casa, Brad relembra o passado. Billie toma uma atitude durante a visita da mãe. A carreira e a vida pessoal de Sasha entram em conflito. |              |                                               |                   |                                |                    |
| 11 | 3            | "Seasons of Love" "O amor está no ar"         | Jessika Borsiczky | Jamie Dennig                   | 2 de março de 2023 |
| Billie vive um período romântico. Sasha revela seu relacionamento de forma grandiosa. Cooper aproveita uma oportunidade tentadora que acaba dando errado.                  |              |                                               |                   |                                |                    |
| 12 | 4            | "The Weakness in Me" "Minha fraqueza"         | Rachel Raimist    | Kimberly Karp                  | 2 de março de 2023 |
| Brad busca conforto em um momento de crise. Sasha tenta resolver uma situação. O dia de spa de Billie fica estranho, e Cooper enfrenta as consequências de suas escolhas.  |              |                                               |                   |                                |                    |
| 13 | 5            | "Future Starts Today" "O futuro começa agora" | Sheree Folkson    | Jordan Hawley & Maria Maggenti | 2 de março de 2023 |
| Em um dia emotivo, Billie tenta recomeçar. O grande sucesso de Sasha não é bem o que ela esperava. A noitada de Cooper sai do controle.                                    |              |                                               |                   |                                |                    |
| 14 | 6            | "Heavenly Day" "Dia sublime"                  | Sheree Folkson    | Stacy Rukeyser                 | 2 de março de 2023 |
| Um incidente traz algumas revelações para Billie. Cooper confronta seus demônios. Uma celebração do amor faz com que todos tenham novos começos.                           |              |                                               |                   |                                |                    |

## Produção

### Desenvolvimento
Em 19 de agosto de 2019, foi anunciado que a Netflix havia dado à produção um pedido de série para uma primeira temporada consistindo de oito episódios. A série foi criada por Stacy Rukeyser, que também era esperada como produtora executiva ao lado de J. Miles Dale. A série foi lançada em 25 de junho de 2021. Em 27 de setembro de 2021, a Netflix renovou a série para uma segunda temporada. Em 7 de abril de 2023, foi anunciado que a série foi cancelada após duas temporadas.

### Seleção de elenco
Em 30 de janeiro de 2020, foi anunciado que Sarah Shahi foi escalada como protagonista da série. Um mês depois, em 5 de março de 2020, foi relatado que Mike Vogel, Adam Demos e Margaret Odette foram escalados para os papéis principais. Em 28 de fevereiro de 2022, Wallis Day, Dylan Bruce, Craig Bierko, Cleo Anthony e Darius Homayoun se juntaram ao elenco em papéis recorrentes para a segunda temporada.

### Filmagens
As gravações da série estavam originalmente programadas para começar na primavera de 2020, mas foi posteriormente adiada devido à pandemia de COVID-19. As gravações da série começaram em 31 de agosto de 2020 conforme planejado e terminaram em 9 de dezembro de 2020 em Mississauga, Ontário, Canadá. As gravações da segunda temporada começaram em 7 de fevereiro de 2022 e foram concluídas em 6 de maio de 2022 em Toronto, Ontário, Canadá.

## Lançamento
A primeira temporada de Sex/Life foi lançada em 25 de junho de 2021. A segunda temporada estreou em 2 de março de 2023.

## Recepção
O site agregador de resenhas Rotten Tomatoes relata uma taxa de aprovação de 21% com uma classificação média de 5,5/10, com base em 24 análises críticas. O consenso crítico do site diz: "Sufocando suas ideias mais provocantes com interlúdios picantes e escrita melodramática, este drama erótico é obcecado demais por sexo para ganhar identidade." O Metacritic, que usa uma média ponderada, atribuiu uma pontuação de 45 de 100 com base em 11 críticos, indicando "revisões mistas ou médias.
Em 27 de setembro de 2021, foi relatado que a primeira temporada de Sex/Life foi assistida por 67 milhões de lares nas primeiras quatro semanas desde seu lançamento em 25 de junho. A segunda temporada de Sex/Life foi destaque no Top 10 global da Netflix por 4 semanas, acumulando 126,80 milhões de horas.